# Cesar von Düben
Cesar von Düben, född 24 november 1819 i Stockholm, död 18 september 1888 i Skövde, var en svensk friherre, godsägare, författare, fotograf och upptäcktsresande.

## Biografi
Cesar von Düben var son till militären Anders Gustaf von Düben och Carolina Maria Eckhardt, dotter till Johann Heinrich Eckhardt. Han blev kadett vid Karlberg i februari 1836, och senare godsägare till godset Stora Lundby i Överselö socken. von Düben gifte sig 18 juni 1860 med Augusta Lilliestråle och i äktenskapet föddes flera barn däribland Ingeborg, Ella och Adrian von Düben.

## Vistelser i utlandet
von Düben lämnade Sverige år 1843. Han åkte först till Europa för att sedan ta sig över Atlanten till Amerika. 
Han besökte Mexiko år 1849; fortsatte sedan till San Francisco. Efter sin tid i Amerika begav han sig sedan vidare till Asien, där han stannade i över tio år. Han besökte bland annat Java och fotograferade Hamengkubuwono VI, sultan över Yogyakarta, i januari 1858. Först år 1858 återvände han till Sverige. Under sina år som upptäcktsresande ägnade von Düben sig åt fotografering och författade reseberättelser.
Under sitt besök i Macao år 1853 publicerade von Düben annonser i tidningar att han tänk stanna på stadshotellet i tre veckor. Han förlängde dock sin vistelse i flera månader till följd av den efterfråga som uppstått. Hans fotografering i Macao utgör den tidigast dokumenterade fotografiverksamheten i området.
Under resans gång skildrade von Düben sina vistelser i utlandet i en dagbok. Han publicerade år 1871 Resor uti Guyana, Mexiko, Kalifornien, Kina och Ostindien, företagna åren 1843–1858, som senare återpublicerades på 1880-talet.

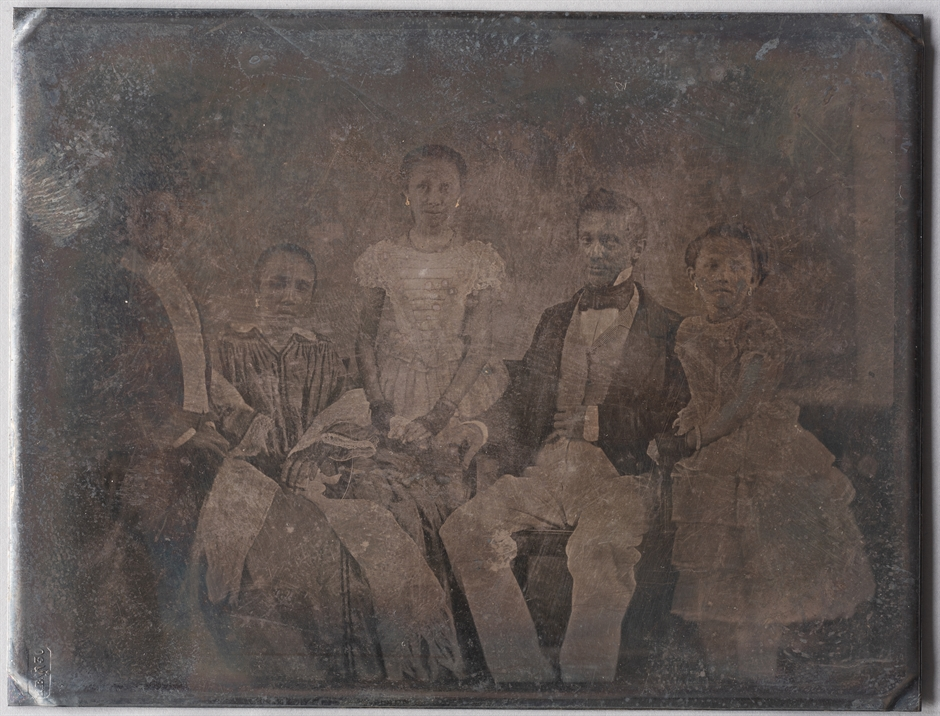
Dagerrotypi över Thomas Crone och Louisa Wilhelmina, 1856/1857.

Det tros att von Düben var den första som fotograferade en eurasisk familj, bestående av nederländaren Thomas Crone, hans maka Louisa och deras barn, i Batavia.